# Fanfogna
Fanfogna (Fanfonja), zadarska plemićka obitelj Lombardsko Dalmatinskih korijena koja se u izvorima spominje od 12. stoljeća. Obnašali su istaknute dužnosti u gradskoj upravi i mletačkoj vojsci.
Krajem 17. stoljeća Antun i Franjo dobili su mletački naslov conte veneto. U 19. stoljeću ističu se političari Ante i Ivan, pristaše Autonomaške stranke i zastupnici u Dalmatinskom saboru.
Godine 1840. u Trogiru je nastao ogranak obitelji pod nazivom Garagnin-Fanfogna.